# ERF Trucks
Pour les articles homonymes, voir ERF.
ERF était un fabricant de camions britannique créé en 1933 par  Dennis Foden dans son usine de Sandbach puis fermé en 2002. La marque a continué d'exister entre 2002 et 2007 avant d'être supprimée par MAN.